# Gleaves-Klasse
Die Gleaves-Klasse war eine Zerstörerklasse, die im Zweiten Weltkrieg von der United States Navy eingesetzt wurde.
Typschiff war die USS Gleaves (DD-423). Die Klasse bestand aus 66 Schiffen, die von Gibbs & Cox geplant und konstruiert und in den Jahren 1938 bis 1943 in Dienst gestellt wurden.
Die Gleaves-Klasse ergänzte die Benson-Klasse. Diese Gleaves-Zerstörer wurden von Gibbs & Cox nach denselben Bauplänen wie die Benson-Klasse konstruiert und unterschieden sich äußerlich nur durch die runden Schornsteine, die bei den Bensons flache Seiten aufwiesen. Deshalb findet sich in der Literatur auch gelegentlich der Ausdruck Benson-/Gleaves-Klasse.
Zu Beginn des Pazifikkrieges, also dem japanischen Angriff auf Pearl Harbor, waren erst zwölf der 66 Schiffe der Gleavesklasse im Dienst und sechs im Bau. Um die Zeit bis zur Serienreife der Fletcher-Klasse zu überbrücken, wurden weitere 48 Schiffe beschleunigt gebaut.
Diese 66 Schiffe wurden auf verschiedenen Werften produziert:
Bath Iron Works in Bath (Maine) lieferte das Typschiff sowie noch sieben weitere Schiffe,
Federal Shipbuilding and Drydock Company in Kearny (New Jersey) mit 26 Schiffen den größten Anteil,
Seattle Tacoma Shipbuilding Corporation in Seattle lieferte zehn Exemplare
sowie fünf Werften der US Navy:
Boston mit zehn Schiffen,
Charleston mit sieben Schiffen,
Philadelphia Naval Shipyard mit zwei Schiffen,
Norfolk Naval Shipyard mit zwei Schiffen und
Puget Sound in Bremerton (Washington) mit einem Schiff.

## Antrieb
Der Antrieb der Gleaves- und der Benson-Klasse ist identisch, lediglich die Form der Schornsteine variiert (Runder Querschnitt der Gleavesklasse gegen fast ovalen Querschnitt bei der Bensonklasse).
Beim Bau der 48 Schiffe der Finanzjahre 41 und 42 kam es zu kleineren Konstruktionsanpassungen, abweichend von den Anpassungen der Schiffe der Bensonklasse.
Beide Klassen verfügten über vier Kessel von Babcock & Wilcox, die Dampf von 454 °C (ursprünglich waren nur 400 °C geplant) bei einem Druck von 4.100 kPa produzierten. Der Dampf wurde auf zwei Westinghouse-Turbinen geleitet, die über ein Getriebe mit zweifacher Untersetzung zwei Propeller antrieben.

## Bewaffnung

### Auslieferungszustand der ersten Schiffe bis DD-453

#### 5-Zoll- bzw. 127-mm-Geschütze
Die Schiffe dieser Klasse wurden mit fünf Mehrzweckkanonen mit einem Kaliber von 127 mm ausgerüstet, die in Einzeltürmen eingebaut waren und durch ein radargestütztes Mark 37 Gun Fire Control System gesteuert wurden.
Die Geschützrohre waren 5,68 m lang und wogen 1,8 Tonnen. Der gesamte Turm hatte ein Gewicht von 18,5 Tonnen. Die Schwenkgeschwindigkeit lag bei den von Ford Motor Company gebauten Türmen bei 28,75° pro Sekunde, die Türme von General Electric schwenkten mit 30° pro Sekunde.

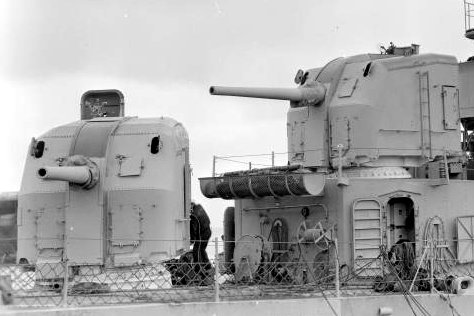
5-Zoll-Geschütztürme

Zur Bedienung befanden sich neun Besatzungsmitglieder in jedem Turm, vier weitere im Munitionsraum unter dem Geschütz, wohin die Granaten mit einem Aufzug aus dem Magazin im Schiffsrumpf befördert wurden. Das Geschütz musste von Hand geladen werden, dies konnte aber bei jedem Winkel geschehen, was die Feuergeschwindigkeit erhöhte.
Die Kadenz lag normalerweise bei 15 bis 20 Schuss pro Minute, gut eingespielte Mannschaften erreichten bis zu 30 Schuss pro Minute. Verschossen wurden entweder Mark-49-Splittergranaten zur Flugabwehr oder panzerbrechende Mark-46-Granaten. Bei einer Entfernung von zehn Kilometern konnten die 24,5 kg schweren panzerbrechenden Granaten, die das Geschützrohr mit 792 m/s verließen, noch bis zu 51 mm Rumpfpanzerung durchschlagen, ihre maximale Reichweite betrug bei 45° Rohrüberhöhung über acht Seemeilen. Die 25 kg schweren Luftabwehrgranaten hatten bei einer Mündungsgeschwindigkeit von 762 m/s eine Gipfelhöhe von fast zwölf Kilometern. Nach dem Feuern lief das Rohr um bis zu 38 cm zurück, bevor es hydraulisch gedämpft wurde.

#### Torpedorohre
Zum Einsatz gegen Schiffe befanden sich zehn 21-Zoll-(533-mm-)Torpedorohre in zwei drehbaren Fünfergruppen auf den Aufbauten mittschiffs. Die Torpedos wogen 1.004 kg und besaßen einen 353-kg-Sprengkopf mit Aufschlagzünder. Die Reichweite betrug etwa 7,5 Seemeilen, die maximale Geschwindigkeit der Torpedos lag bei 45 Knoten. Kurs, Tiefe und Geschwindigkeit wurden vor dem Abschuss der Waffe eingestellt.

#### Wasserbomben

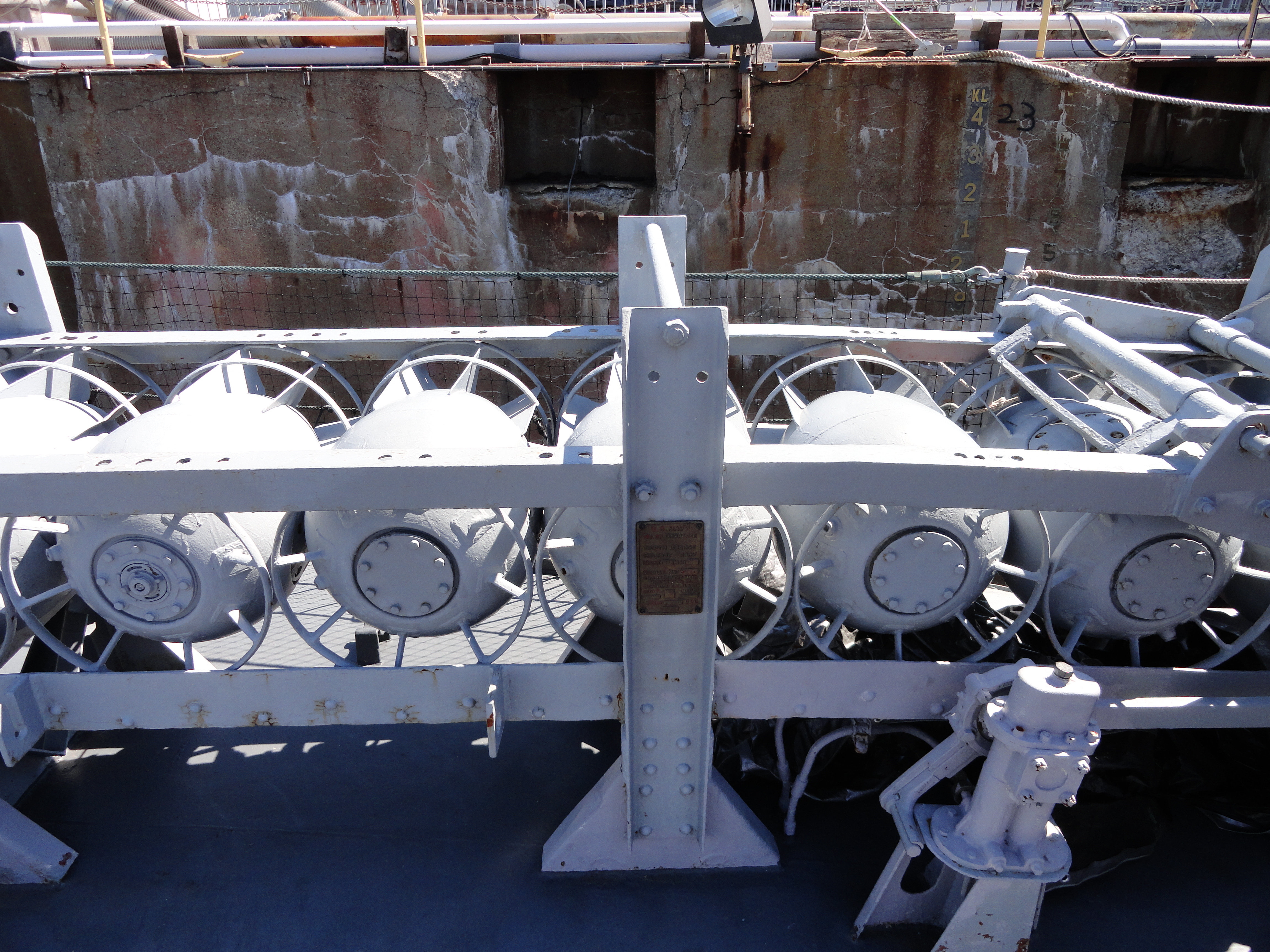
Wasserbomben in einer Ablaufschiene

2 Ablaufschienen für Wasserbomben.

#### Weitere Waffen
6 12,7-mm-Maschinenkanonen Browning M2.

### Umbau bzw. später gebaute Schiffe ab DD-453
Auf Grund der Erfahrung im U-Boot-Krieg im Atlantik bzw. den Angriffen der japanischen Luftwaffe im Pazifik, forderte man nun eine Bewaffnung, die mehr Schutz vor bzw. bessere Möglichkeiten zur Bekämpfung von U-Booten und Flugzeugen ermöglichte.

#### Flugzeugbekämpfung

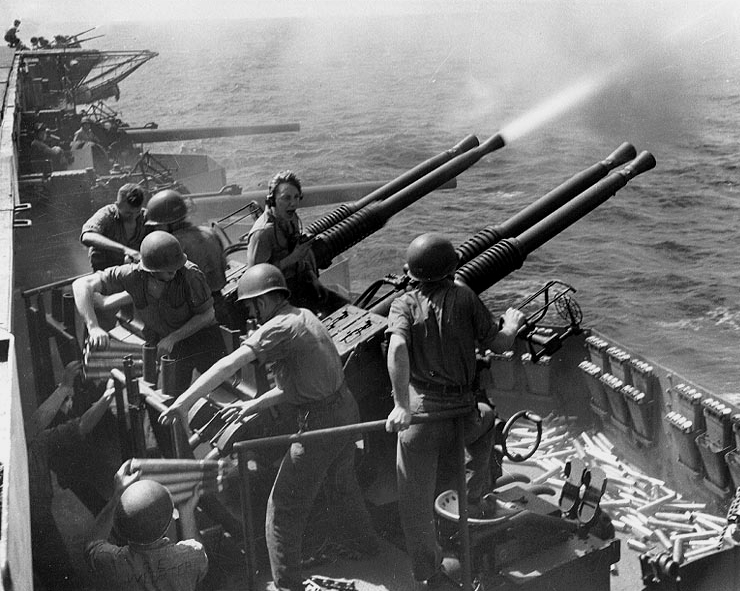
MK-12-Vierfachkanone von Bofors feuert

Die Anzahl der 127-mm-Mehrzweckkanonen wurde auf vier reduziert, dafür wurden aber zusätzlich zur Flugzeugbekämpfung

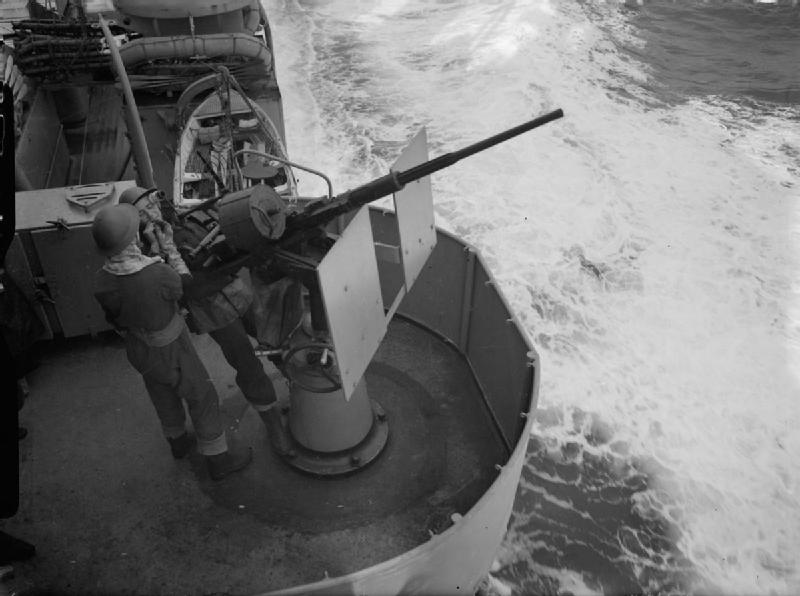
1942, Oerlikon an Bord der HMS Dido

zwei 40-mm-Zwilling- sowie
sieben 20-mm-Oerlikon-Maschinenkanonen installiert.

#### U-Boot-Jagdbewaffnung

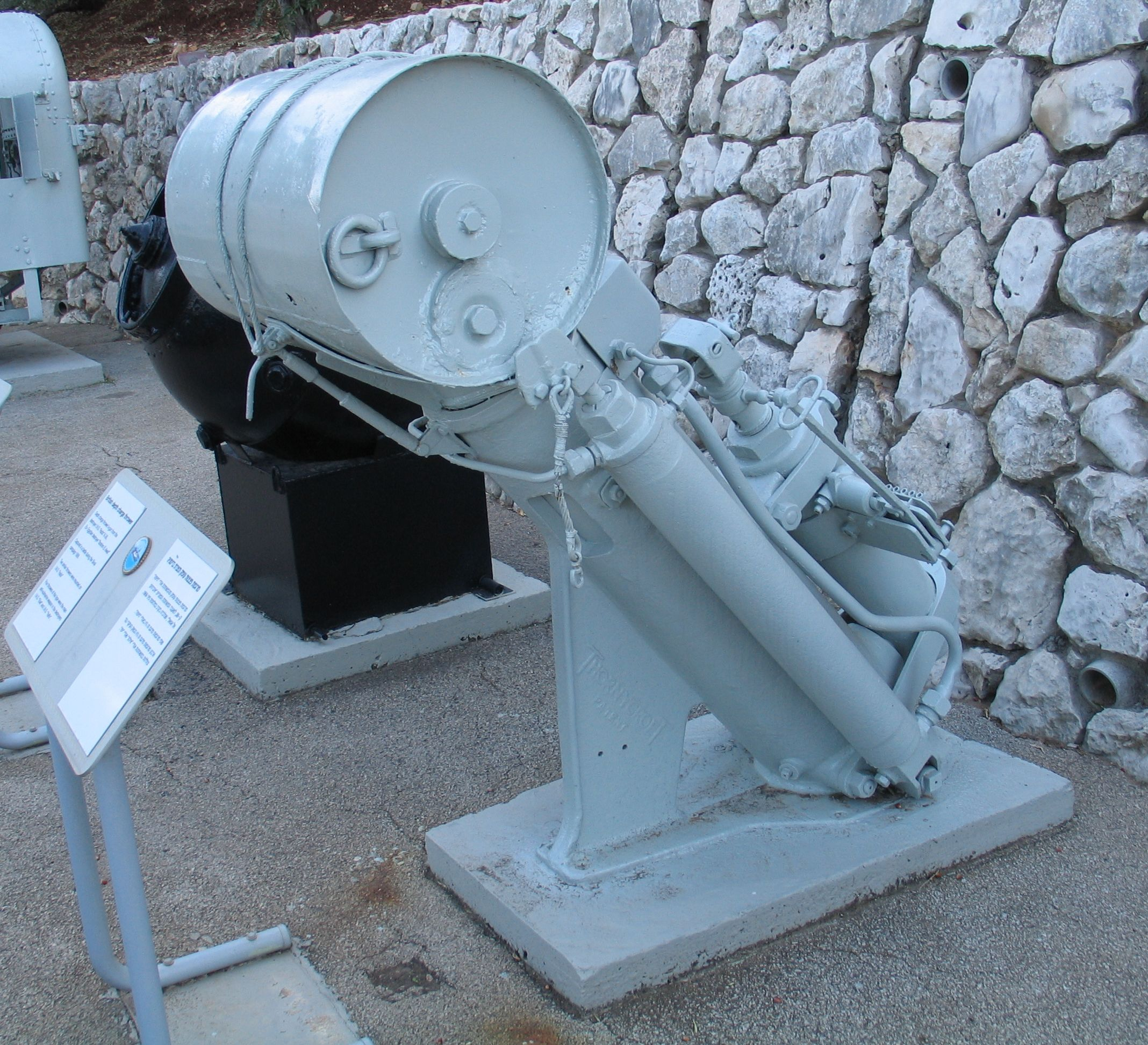
Tonnenförmige Wasserbombe auf einem Werfer mit festem Wurfwinkel, vorne einer der beiden treibenden Hydraulikstempel. Vom britischen Schiff HMS Mendip aus 1940.

Zur erweiterten U-Bootbekämpfung wurden zusätzlich zu den weiterhin vorhandenen beiden Ablaufschienen für Wasserbomben außerdem noch vier bis sechs K-Gun-Wasserbombenwerfer eingebaut.

## Umbauten
Im Jahr 1944 und 1945 wurden 24 Schiffe der Gleavesklasse als Zerstörer-Minenräumer umgebaut.
Zwölf Schiffe der Atlantikflotte (DD 454 bis 458, 461, 462, 464, 621, 625, 636 und 637) wurden 1944, zwölf Schiffe der Pazifikflotte (DD 489, 490, 493–496, 618, 627 und 632 bis 635) wurden 1945 umgebaut.
Dabei erhielten die Schiffe magnetische und akustische Minenräumeinrichtungen sowie zwei Mal zwei 40-mm-Boforskanonen, gleichzeitig wurden die Anzahl der 127-mm-Kanonen auf drei reduziert, die Torpedorohre ausgebaut und die K-Gun-Wasserbombenwerfer auf zwei reduziert. Die Schiffe der Atlantikflotte bekamen außerdem sieben 20-mm-Kanonen, die Schiffe der Pazifikflotte stattdessen insgesamt vier Mal zwei 40-mm-Boforskanonen und fünf 20-mm-Kanonen in zwei Doppel- und zwei Einfachgeschützen.
Zwölf umgebaute Schiffe dienten noch nach dem Ende des Zweiten Weltkriegs, allerdings wurde während der Einsätze im Koreakrieg festgestellt, dass deren hohe Mannschaftsstärke für den Einsatzzweck – im Vergleich zu speziell für diesen Zweck gebauten Schiffen – ineffektiv war. Daraufhin wurden diese Schiffe in den Jahren 1954 bis 1956 außer Dienst gestellt.

## Dienste in der US-Navy und anderen Marinen
Von den insgesamt 66 gebauten Schiffen gingen durch Feindeinwirkung sechs im Pazifik, zwei vor der Normandie und drei im Mittelmeer verloren. Die Ingraham DD-444 kollidierte 1942 mit einem Öltanker und die Turner DD-648 sank 1944 nach Explosionen im Inneren.
Nach dem Krieg waren noch zwölf zum Minenräumer umgebaute Schiffe im Dienst, der Rest wurde nach und nach der Reserveflotte zugeteilt, die Hobson sank 1952 nach einem Zusammenstoß mit der Wasp, die Baldwin lief beim Abschleppen auf Grund.
Elf Schiffe wurden zwischen 1949 und 1959 anderen Marinen zur Verfügung gestellt:
vier Schiffe der Türkei (USS Buchanan -> Gelibolu, Landsdowne -> Gaziantep, Lardner-> Gemlik, McCalla -> Giresun),
zwei Schiffe Griechenland (USS Eberle -> Niki, USS Ludlow -> Doxa),
ein Schiff Italien (USS Nicholson -> Aviere),
zwei Schiffe Taiwan (USS Plunkett -> Nan Yang, USS Rodman -> Hsien Yang),
zwei Schiffe Japan (USS Ellyson -> Asakaze, USS Macomb -> Hatakaze, später ebenfalls Hsien Yang)
In den 1950er-Jahren wurde über eine Modernisierung der Schiffe nachgedacht, aber lediglich für die Schiffe, die an andere Staaten abgegeben wurden, dann auch durchgeführt.

## Einheiten
| Kennung | Name       | Bauwerft                                         | Kiellegung         | Stapellauf         | Indienststellung   | Außerdienststellung | Schicksal                                                                                             |
| ------- | ---------- | ------------------------------------------------ | ------------------ | ------------------ | ------------------ | ------------------- | --- |
| DD-423  | Gleaves    | Bath Iron Works, Bath                            | 16. Mai 1938       | 9. Dezember 1939   | 14. Juni 1940      | 8. Mai 1946         | 29. Juni 1972 zum Abwracken verkauft                                                                  |
| DD-424  | Niblack    | Bath Iron Works, Bath                            | 8. August 1938     | 18. Mai 1940       | 1. August 1940     | Juni 1946           | 16. August 1973 zum Abwracken verkauft                                                                |
| DD-429  | Livermore  | Bath Iron Works, Bath                            | 6. März 1939       | 3. August 1940     | 7. Oktober 1940    | 24. Januar 1947     | 14. Oktober 1961 zum Abwracken verkauft                                                               |
| DD-430  | Eberle     | Bath Iron Works, Bath                            | 12. April 1939     | 14. September 1940 | 4. Dezember 1940   | 3. Juni 1946        | 22. Januar 1951 an die griechische Marine als Niki übergeben, 1972 verschrottet                       |
| DD-431  | Plunkett   | Federal Shipbuilding and Drydock Company, Kearny | 1. März 1939       | 7. März 1940       | 17. Juli 1940      | 3. Mai 1946         | 16. Februar 1959 an die taiwanesische Marine übergeben, 1975 verschrottet                             |
| DD-432  | Kearny     | Federal Shipbuilding and Drydock Company, Kearny | 1. März 1939       | 9. März 1940       | 13. September 1940 | 7. März 1946        | 6. Oktober 1972 zum Abwracken verkauft                                                                |
| DD-433  | Gwin       | Boston Navy Yard, Boston                         | 1. Juni 1939       | 25. Mai 1940       | 15. Januar 1941    | –                   | 13. Juli 1943 gesunken bei der Schlacht von Kolombangara                                              |
| DD-434  | Meredith   | Boston Navy Yard, Boston                         | 1. Juni 1939       | 24. April 1940     | 1. März 1941       | –                   | 15. Oktober 1942 durch Feindeinwirkung gesunken                                                       |
| DD-435  | Grayson    | Charleston Navy Yard, Charleston                 | 17. Juli 1939      | 7. August 1940     | 14. Februar 1941   | 4. Februar 1947     | 14. Juni 1974 zum Abwracken verkauft                                                                  |
| DD-436  | Monssen    | Puget Sound Navy Yard, Bremerton                 | 12. Juli 1939      | 16. März 1940      | 14. März 1941      | –                   | 13. November 1942 gesunken in der ersten Schlacht von Guadalcanal                                     |
| DD-437  | Woolsey    | Bath Iron Works, Bath                            | 9. Oktober 1939    | 12. Februar 1941   | 7. Mai 1941        | 6. Februar 1947     | 29. Mai 1974 zum Abwracken verkauft an Andy International, Inc                                        |
| DD-438  | Ludlow     | Bath Iron Works, Bath                            | 18. Dezember 1939  | 11. November 1940  | 5. März 1941       | 20. Mai 1946        | 22. Januar 1951 an die griechische Marine als Doxa übergeben, 1972 verschrottet                       |
| DD-439  | Edison     | Federal Shipbuilding and Drydock Company, Kearny | 18. März 1940      | 23. November 1940  | 31. Januar 1941    | 18. Mai 1946        | 29. Dezember 1966 zum Abwracken verkauft                                                              |
| DD-440  | Ericsson   | Federal Shipbuilding and Drydock Company, Kearny | 18. März 1940      | 23. November 1940  | 13. März 1941      | 15. März 1946       | 17. November 1970 als Zielschiff gesunken                                                             |
| DD-441  | Wilkes     | Boston Navy Yard, Boston                         | 1. November 1939   | 31. Mai 1940       | 22. April 1941     | 4. März 1946        | 29. Juni 1972 zum Abwracken verkauft                                                                  |
| DD-442  | Nicholson  | Boston Navy Yard, Boston                         | 1. November 1939   | 31. Mai 1940       | 3. Juni 1941       | 26. Februar 1946    | 15. Januar 1951 an die italienische Marine als Aviere übergeben, 1975 als Zielschiff versenkt         |
| DD-443  | Swanson    | Charleston Navy Yard, Charleston                 | 15. November 1939  | 2. November 1940   | 29. Mai 1941       | 10. Dezember 1945   | 29. Juni 1972 zum Abwracken verkauft                                                                  |
| DD-444  | Ingraham   | Charleston Navy Yard, Charleston                 | 15. November 1939  | 15. Februar 1941   | 19. Juli 1941      | –                   | 22. August 1942 nach Unfall gesunken                                                                  |
| DD-453  | Bristol    | Federal Shipbuilding and Drydock Company, Kearny | 20. Dezember 1940  | 25. Juli 1941      | 22. Oktober 1941   | –                   | 13. Oktober 1943 durch U-371 versenkt                                                                 |
| DD-454  | Ellyson    | Federal Shipbuilding and Drydock Company, Kearny | 20. Dezember 1940  | 26. Juli 1941      | 28. November 1941  | 19. Oktober 1954    | 19. Oktober 1954 an die japanische Marine als JDS Asakaze (DD-181) übergeben                          |
| DD-455  | Hambleton  | Federal Shipbuilding and Drydock Company, Kearny | 16. Dezember 1940  | 26. September 1941 | 22. Dezember 1941  | 15. Januar 1955     | 22. November 1972 zum Abwracken verkauft                                                              |
| DD-456  | Rodman     | Federal Shipbuilding and Drydock Company, Kearny | 16. Dezember 1940  | 26. September 1941 | 29. April 1942     | 28. Juli 1955       | 28. Juli 1955 an die Marine der Republik China als ROCS Hsien Yang (DD-16) übergeben, 1969 gesunken   |
| DD-457  | Emmons     | Bath Iron Works, Bath                            | 14. November 1940  | 23. August 1941    | 5. Dezember 1941   | –                   | 6. April 1945 von Kamikazes versenkt                                                                  |
| DD-458  | Macomb     | Bath Iron Works, Bath                            | 3. September 1940  | 23. September 1941 | 26. Januar 1942    | 19. Oktober 1954    | 19. Oktober 1954 an japanische Marine als JDS Hatakaze (DD-182)                                       |
| DD-461  | Forrest    | Boston Navy Yard, Boston                         | 6. Januar 1941     | 14. Juni 1941      | 13. Januar 1942    | 30. November 1945   | 20. November 1946 zum Abwracken verkauft                                                              |
| DD-462  | Fitch      | Boston Navy Yard, Boston                         | 6. Januar 1941     | 14. Juni 1941      | 3. Februar 1942    | 24. Februar 1956    | 15. November 1973 als Zielschiff vor Florida versenkt                                                 |
| DD-463  | Corry      | Charleston Navy Yard, Charleston                 | 4. September 1940  | 28. Juli 1941      | 18. Dezember 1941  | –                   | 6. Juni 1944 vor Utah Beach versenkt                                                                  |
| DD-464  | Hobson     | Charleston Navy Yard, Charleston                 | 14. November 1940  | 8. September 1941  | 22. Januar 1942    | –                   | 26. April 1952 nach Kollision mit USS Wasp (CV-18) gesunken                                           |
| DD-483  | Aaron Ward | Federal Shipbuilding and Drydock Company, Kearny | 11. Februar 1941   | 22. November 1941  | 4. März 1942       | –                   | 7. April 1943 bei Guadalcanal gesunken                                                                |
| DD-484  | Buchanan   | Federal Shipbuilding and Drydock Company, Kearny | 11. Februar 1941   | 22. November 1941  | 21. März 1942      | 21. Mai 1946        | 28. April 1949 an türkische Marine als TCG Gelibolu (D 346), 1976 verschrottet                        |
| DD-485  | Duncan     | Federal Shipbuilding and Drydock Company, Kearny | 31. Juli 1941      | 20. Februar 1942   | 16. April 1942     | –                   | 12. Oktober 1942 in der Schlacht von Cape Esperance gesunken                                          |
| DD-486  | Landdwone  | Federal Shipbuilding and Drydock Company, Kearny | 31. Juli 1941      | 20. Februar 1942   | 29. April 1942     | 2. Mai 1946         | 10. Juni 1949 an türkische Marine als TCG Gaziantep (D 344), 1973 verschrottet                        |
| DD-487  | Lardner    | Federal Shipbuilding and Drydock Company, Kearny | 15. September 1941 | 20. März 1942      | 13. Mai 1942       | 16. Mai 1946        | 10. Juni 1949 an türkische Marine als TCG Gemlik (D 347), am 21. Nov. 1982 als Zielschiff versenkt    |
| DD-488  | McCalla    | Federal Shipbuilding and Drydock Company, Kearny | 15. September 1941 | 20. März 1942      | 27. Mai 1942       | 17. Mai 1946        | 29. April 1949 an türkische Marine als TCG Giresun (D 345), 1973 verschrottet                         |
| DD-489  | Mervine    | Federal Shipbuilding and Drydock Company, Kearny | 3. November 1941   | 3. Mai 1942        | 17. Juni 1942      | 27. Mai 1949        | 27. Oktober 1969 zum Abwracken verkauft                                                               |
| DD-490  | Quick      | Federal Shipbuilding and Drydock Company, Kearny | 3. November 1941   | 3. Mai 1942        | 3. Juli 1942       | 28. Mai 1949        | 27. August 1973 zum Abwracken verkauft                                                                |
| DD-493  | Carmick    | Seattle-Tacoma Shipbuilding Corporation          | 29. Mai 1941       | 8. März 1942       | 28. Dezember 1942  | 15. Februar 1954    | 7. August 1972 zum Abwracken verkauft                                                                 |
| DD-494  | Doyle      | Seattle-Tacoma Shipbuilding Corporation          | 26. Mai 1941       | 17. März 1942      | 27. Januar 1943    | 19. Mai 1955        | 6. Oktober 1972 zum Abwracken verkauft                                                                |
| DD-495  | Endicott   | Seattle-Tacoma Shipbuilding Corporation          | 1. Mai 1941        | 5. April 1942      | 25. Februar 1943   | 17. August 1955     | 6. Oktober 1970 zum Abwracken verkauft                                                                |
| DD-496  | McCook     | Seattle-Tacoma Shipbuilding Corporation          | 1. Mai 1941        | 30. April 1942     | 15. März 1943      | 27. Mai 1949        | 27. August 1973 zum Abwracken verkauft                                                                |
| DD-497  | Frankford  | Seattle-Tacoma Shipbuilding Corporation          | 5. Mai 1941        | 17. Mai 1942       | 31. März 1943      | 6. März 1946        | 4. Dezember 1973 als Zielschiff versenkt                                                              |
| DD-618  | Davison    | Federal Shipbuilding and Drydock Company, Kearny | 26. Februar 1942   | 19. Juli 1942      | 11. September 1942 | 24. Juni 1949       | 27. August 1973 zum Abwracken verkauft                                                                |
| DD-619  | Edwards    | Federal Shipbuilding and Drydock Company, Kearny | 26. Februar 1942   | 19. Juli 1942      | 18. September 1942 | 11. April 1946      | 27. August 1973 zum Abwracken verkauft                                                                |
| DD-620  | Glennon    | Federal Shipbuilding and Drydock Company, Kearny | 25. März 1942      | 26. August 1942    | 8. Oktober 1942    | –                   | 10. Juni 1944 durch deutsche Küstenbatterie in der Normandie versenkt                                 |
| DD-621  | Jeffers    | Federal Shipbuilding and Drydock Company, Kearny | 25. März 1942      | 26. August 1942    | 5. November 1942   | 23. Mai 1955        | 25. Mai 1973 zum Abwracken verkauft                                                                   |
| DD-622  | Maddox     | Federal Shipbuilding and Drydock Company, Kearny | 7. Mai 1942        | 15. September 1942 | 31. Oktober 1942   | –                   | 10. Juli 1943 nach Bombardierung durch Junkers Ju 88 vor Sizilien gesunken                            |
| DD-623  | Nelson     | Federal Shipbuilding and Drydock Company, Kearny | 7. Mai 1942        | 15. September 1942 | 26. November 1942  | Januar 1947         | 18. Juli 1969 zum Abwracken verkauft                                                                  |
| DD-624  | Baldwin    | Seattle-Tacoma Shipbuilding Corporation          | 19. Juli 1941      | 14. Juni 1942      | 30. April 1943     | 20. Juni 1946       | 5. Juni 1961 versenkt, nachdem sie am 15. April 1961 vor Montauk auf Grund gelaufen war               |
| DD-625  | Harding    | Seattle-Tacoma Shipbuilding Corporation          | 22. Juli 1941      | 28. Juni 1942      | 25. Mai 1943       | 2. November 1945    | 16. April 1947 zum Abwracken verkauft                                                                 |
| DD-626  | Satterlee  | Seattle-Tacoma Shipbuilding Corporation          | 10. September 1941 | 17. Juli 1942      | 1. Juli 1943       | 16. März 1946       | 8. Mai 1972 zum Abwracken verkauft                                                                    |
| DD-627  | Thompson   | Seattle-Tacoma Shipbuilding Corporation          | 22. September 1941 | 10. Juli 1942      | 10. Juli 1943      | 18. Mai 1954        | 7. August 1972 zum Abwracken verkauft                                                                 |
| DD-628  | Welles     | Seattle-Tacoma Shipbuilding Corporation          | 27. September 1941 | 7. September 1942  | 16. August 1943    | 4. Februar 1946     | 18. Juli 1969 zum Abwracken verkauft                                                                  |
| DD-632  | Cowie      | Boston Navy Yard, Boston                         | 18. März 1941      | 27. September 1942 | 1. Juni 1942       | 27. April 1947      | 22. Februar 1972 zum Abwracken verkauft                                                               |
| DD-633  | Knight     | Boston Navy Yard, Boston                         | 18. März 1941      | 27. September 1942 | 23. Juni 1942      | 19. März 1947       | 27. Oktober 1967 als Zielschiff in der Nähe von San Diego versenkt                                    |
| DD-634  | Doran      | Boston Navy Yard, Boston                         | 14. Juni 1941      | 10. Dezember 1941  | 4. August 1942     | 29. Januar 1947     | 27. August 1973 zum Abwracken verkauft                                                                |
| DD-635  | Earle      | Boston Navy Yard, Boston                         | 14. Juni 1941      | 10. Dezember 1941  | 1. September 1942  | 17. Mai 1947        | Oktober 1970 zum Abwracken verkauft                                                                   |
| DD-636  | Butler     | Philadelphia Naval Shipyard, Philadelphia        | 16. September 1941 | 12. Februar 1942   | 15. August 1942    | 8. November 1945    | 10. Januar 1948 zum Abwracken verkauft                                                                |
| DD-637  | Gherardi   | Philadelphia Naval Shipyard, Philadelphia        | 16. September 1941 | 12. Februar 1942   | 15. September 1942 | 17. Dezember 1955   | 3. Juni 1973 als Zielschiff bei Puerto Rico versenkt                                                  |
| DD-638  | Herndon    | Norfolk Naval Shipyard, Portsmouth               | 26. August 1941    | 2. Februar 1942    | 20. Dezember 1942  | 28. Januar 1946     | 24. Mai 1973 als Zielschiff vor Florida versenkt                                                      |
| DD-639  | Shubrick   | Norfolk Naval Shipyard, Portsmouth               | 17. Februar 1942   | 18. April 1942     | 7. Februar 1943    | 16. November 1945   | 28. September 1947 von National Metal and Steel Corporation, Terminal Island, Los Angeles abgebrochen |
| DD-640  | Beatty     | Charleston Navy Yard, North Charleston           | 1. Mai 1941        | 20. Dezember 1941  | 7. Mai 1942        |                     | 6. November 1943 nach deutschem Luftangriff vor Algerien gesunken                                     |
| DD-641  | Tillman    | Charleston Navy Yard, North Charleston           | 1. Mai 1941        | 20. Dezember 1941  | 4. Juni 1942       | 6. Februar 1947     | 8. Mai 1972 zum Abwracken verkauft                                                                    |
| DD-645  | Stevenson  | Federal Shipbuilding and Drydock Company, Kearny | 23. Juli 1942      | 11. November 1942  | 15. Dezember 1942  | 27. April 1946      | 2. Juni 1970 zum Abwracken verkauft                                                                   |
| DD-646  | Stockton   | Federal Shipbuilding and Drydock Company, Kearny | 24. Juli 1942      | 11. November 1942  | 11. Januar 1943    | 16. Mai 1946        | 25. Mai 1973 zum Abwracken verkauft                                                                   |
| DD-647  | Thorn      | Federal Shipbuilding and Drydock Company, Kearny | 15. November 1942  | 28. Februar 1943   | 1. April 1943      | 6. Mai 1946         | 22. August 1974 als Zielschiff vor Jacksonville, Florida gesunken                                     |
| DD-648  | Turner     | Federal Shipbuilding and Drydock Company, Kearny | 16. November 1942  | 28. Februar 1943   | 15. April 1943     |                     | 3. Januar 1944 nach Explosionen im Schiffsinneren bei New York City gesunken                          |

## Trivia
1954 wurde der Roman Die Caine war ihr Schicksal von Herman Wouk verfilmt. Die Caine wurde in diesem Film von der USS Thompson und der USS Doyle dargestellt, auch wenn die Handlung des Buches eigentlich auf einem Zerstörer aus dem Ersten Weltkrieg wie der Wickes- oder Clemson-Klasse spielt. Diese standen aber altersbedingt neun Jahre nach Ende des Zweiten Weltkrieges nicht mehr zur Verfügung.
Im Filmmusical On the Town ist in der Anfangs- und Schlussszene die USS Nicholson zu sehen.